# Aşağı Yayci
Aşağı Yayci è un comune dell'Azerbaigian situato nel distretto di Şərur.